# Nationalhymnen von Mandschukuo
Der vom japanischen Kaiserreich errichtete Marionettenstaat Mandschukuo besaß in seiner 13-jährigen Geschichte zwei Nationalhymnen. Außerdem gab es eine einen ähnlich Zweck erfüllende Komposition, die jedoch nicht offiziell als Nationalhymne anerkannt wurde. Stattdessen wurde sie zur Kandidatur Mandschukuos zur Teilnahme bei den Olympischen Sommerspielen 1932 produziert, was sich schließlich nicht verwirklichte.

## Erste Nationalhymne
Die erste Nationalhymne wurde am 1. März 1933 offiziell als solche eingeführt und trug zunächst den Titel „Nationalhymne von Mandschukuo“. Mit der Einführung der neuen Nationalhymne 1942 wurde sie in „Unabhängigkeitslied von Mandschukuo“ (chinesisch 滿洲國建國歌 Mǎnzhōu Guó Jiàn Guógē; japanisch 満州国建国歌 Manshū-koku Kenkoku Uta) umbenannt. Der Text stammt von Zheng Xiaoxu, dem ersten Premierminister Mandschukuos.
| Original                         | Pinyin                                              | Deutsche Übersetzung                                                                |
| -------------------------------- | --------------------------------------------------- | ----------------------------------------------------------------------------------- |
| 天地內，有了新滿洲。             | Tiān dì nèi, yǒu liǎo xīn mǎnzhōu.                  | Die Welt hat eine neue Mandschurei.                                                 |
| 新滿洲，便是新天地。             | Xīn mǎnzhōu, biàn shì xīn tiān dì.                  | Die neue Mandschurei ist unser neues Land.                                          |
| 頂天立地，無苦無憂，造成我國家。 | Dǐng tiān lì dì, wú kǔ wú yōu, zào chéng wǒ guójiā. | Lasst uns unser Land aufrecht und frei von Kummer machen.                           |
| 只有親愛並無怨仇，               | Zhǐ yǒu qīn'ài bìng wú yuànchóu,                    | Nur mit Liebe und ohne Hass,                                                        |
| 人民三千萬，人民三千萬，         | Rénmín sān qiān wàn, rénmín sān qiān wàn,           | dreißig Millionen Menschen, dreißig Millionen Menschen,                             |
| 縱加十倍也得自由。               | Zòng jiā shí bèi yě dé zìyóu.                       | auch verzehnfacht sollen wir noch frei sein.                                        |
| 重仁義，尚禮讓，使我身修；       | Zhòng rényì, shàng lǐràng, shǐ wǒ shēn xiū;         | Mit Tugend und Li sind wir bereinigt;                                               |
| 家已齊，國已治，此外何求。       | Jiā yǐ qí, guó yǐ zhì, cǐwài hé qiú.                | mit einer geordneten Familie und einem gut geführten Staat haben wir keine Wünsche. |
| 近之則與世界同化，               | Jìn zhī, zé yǔ shìjiè tónghuà,                      | Im Moment passen wir uns der Welt an;                                               |
| 遠之則與天地同流。               | Yuǎn zhī, zé yǔ tiāndì tóng liú.                    | in Zukunft werden wir den Wegen von Himmel und Erde folgen.                         |

## Zweite Nationalhymne
Die zweite Nationalhymne wurde am 5. September 1942 eingeführt. Am Text der vorherigen bemängelte der zweite Premierminister Zhang Jinghui, dass dieser zu wenig auf Kaiser Puyi hinweise und zu konfuzianistisch sei. Das „Komitee der Nationalhymne“, dessen Mitglieder überwiegend Japaner waren, nahm deshalb im Oktober 1941 die Arbeit auf. Im Gegensatz zur ersten Hymne hatte die neue auch einen japanischen Text. Laut der offiziellen Interpretation von 1942 steht der in den Texten genannte „Gott“ für die Sonnengöttin Amaterasu des Shintōs. Dies lässt sich auf die Einführung des Staats-Shintōs in Mandschukuo 1940 zurückführen. „Gottes Licht“ bezieht sich zudem auf die Göttlichkeit des japanischen Kaisers und die „göttliche Arbeit“  auf die Errungenschaften der Kwantung-Armee.
Chinesischer Text
| Original                  | Pinyin                                                | Deutsche Übersetzung                                                                               |
| ------------------------- | ----------------------------------------------------- | -------------------------------------------------------------------------------------------------- |
| 神光開宇宙 表裏山河壯皇猷 | Shén guāng kāi yǔzhòu, biǎolǐ shānhé zhuàng huáng yóu | Mit der Schaffung des Universums in Gottes Licht, stärkt das weite Land die Herrschaft des Kaisers |
| 帝德之隆 巍巍蕩蕩莫與儔   | Dì'dé zhī lóng wēiwēi dàngdàng mò yǔ chóu             | So groß ist Seine Tugend, so unvergleichlich weit                                                  |
| 永受天祐兮 萬壽無疆薄海謳 | Yǒng shòu tiān yòu xī, wànshòuwújiāng bó hǎi xú       | Möge Er immer Gottes Rat erhalten, Seine Jahre das Meer übertreffend                               |
| 仰贊天業兮 輝煌日月侔     | Yǎng zàn tiān yè xī, huīhuáng rì yuè móu              | Lasst uns die göttliche Arbeit anbeten, ihre Herrlichkeit gleicht Sonne und Mond.                  |

 Japanischer Text 
| Original                    | Hepburn                       | Deutsche Übersetzung                                    |
| --------------------------- | ----------------------------- | ------------------------------------------------------- |
| おほみひかり あめつちにみち | Ōmi-hikari ametsuchi ni michi | Die Welt mit göttlichem Licht erfüllend,                |
| 帝德は たかくたふとし       | Teitoku wa takaku tōtoshi     | die Tugend des Kaisers ist großherzig und wird verehrt. |
| とよさかの 萬壽ことほぎ     | Toyosaka no banju kotohogi    | Lasst uns ihm ein langes Leben und Wohlstand geben      |
| あまつみわざ あふぎまつらむ | Amatsumiwaza aogimatsuran     | und wir ehren seine Handlungen.                         |